# Béatrice Edwige
Beatrice Edwige (Parijs, 3 oktober 1988) is een Franse handbalspeler die lid is van het Franse nationale team.

## Carrière

### Club

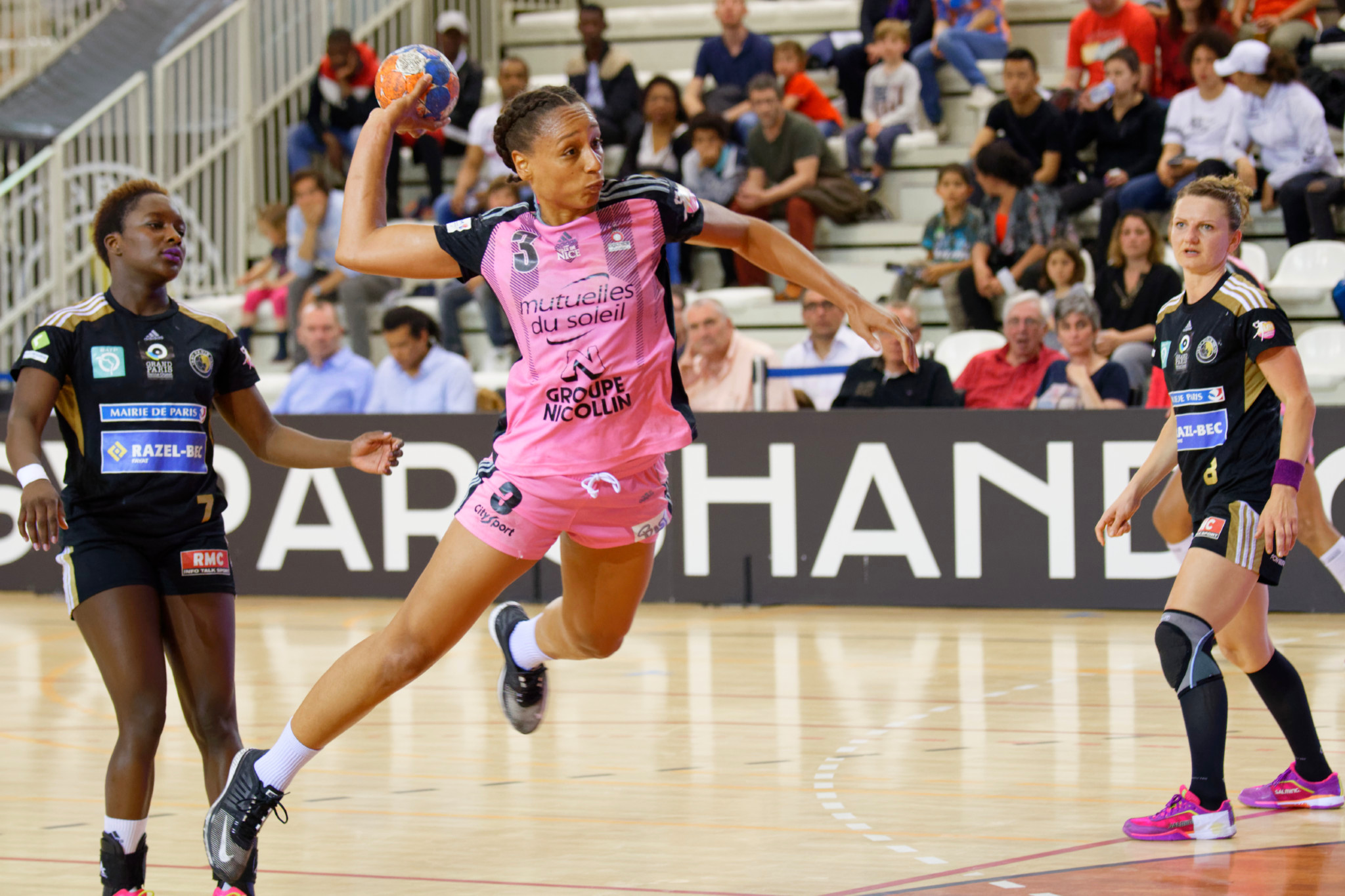
Béatrice Edwige bij een doelpoging.

Béatrice Edwige kwam op elfjarige leeftijd vanuit Frans-Guyana naar Frankrijk. Hier speelde ze van 2004 tot 2009 voor HBC Celles-sur-Belle. Daarna verhuisde de cirkelloopster naar eersteklasser Cercle Dijon Bourgogne. Toen Dijon in 2013 degradeerde, bleef ze ondanks een exit-clausule trouw aan de club. In de zomer van 2014 stapte ze over naar OGC Nice. Vanaf het seizoen 2016/17 speelde Edwige voor de Franse eersteklasser Metz Handball. Met Metz won ze het Franse kampioenschap in 2017, 2018 en 2019 en de Franse beker in 2017 en 2019. In de zomer van 2019 maakt ze de overstap naar de Hongaarse topclub Győri ETO KC. In 2021 won ze met Győri ETO KC de Hongaarse beker. Voor het seizoen 2021/22 ruilde ze Györi in Russische eersteklasser GK Rostov aan de Don. In februari 2022 werd Edwige tot het einde van het seizoen 2021-2022 uitgeleend aan de Hongaarse club Ferencváros Budapest, met wie ze de Hongaarse beker won. Na afloop van het seizoen verhuisde ze definitief naar Ferencváros.

### Nationaal team
Edwige maakte op 1 juni 2013 haar internationale debuut voor het Franse nationale team in een kwalificatiewedstrijd voor het WK 2013 tegen Kroatië. Haar eerste grote toernooi met de Franse selectie was het WK 2015. Een jaar later won ze met de Franse ploeg de zilver op de Olympische Spelen van 2016 in Rio de Janeiro. Later dat jaar kwam daar ook nog een bronzen medaille op het EK 2016 bij en werd ze uitgeroepen tot beste verdediger van het toernooi. In 2017 won Edwige met Frankrijk het WK in Duitsland. In 2018 won ze bij het EK in eigen land de gouden medaille. Bij de Europese kampioenschappen van 2020 won Edwige zilver. Tijdens dat toernooi scoorde ze in totaal twee doelpunten. In Tokio werd met de Franse ploeg de gouden medaille veroverd op de Olympische Spelen. Edwige scoorde tijdens datt toernooi in totaal vier doelpunten. Later dat jaar werd Frankrijk ook nog tweede bij de Wereldkampioenschappen.

### Diverse
Edwige werd in 2016 benoemd tot Ridder in de Ordre national du Mérite.